# Мадея, Уве
У́ве Ма́дея (нем. Uwe Madeja; 6 февраля 1959, Берлин) — немецкий гребец-каноист, выступал за сборную ГДР в первой половине 1980-х годов. Серебряный призёр летних Олимпийских игр в Москве, обладатель серебряной и бронзовой медалей чемпионатов мира, победитель многих регат национального и международного значения.

## Биография
Уве Мадея родился 6 февраля 1959 года в Берлине. Активно заниматься греблей начал в возрасте одиннадцати лет, проходил подготовку в Потсдаме, состоял в местном спортивном клубе «Форвертс-Потсдам».
Первого серьёзного успеха на взрослом международном уровне добился в 1980 году, когда впервые попал в основной состав национальной сборной ГДР и благодаря череде удачных выступлений удостоился права защищать честь страны на летних Олимпийских играх в Москве. Вместе с напарником Олафом Хойкродтом завоевал серебряную медаль в программе двухместных каноэ на дистанции 1000 метров — лучший результат показали только румыны Иван Пацайкин и Тома Симьонов.
После московской Олимпиады Мадея остался в основном составе национальной команды Восточной Германии и продолжил принимать участие в крупнейших международных регатах. Так, в 1981 году с тем же Хойкродтом он выступил на чемпионате мира в английском Ноттингеме, откуда привёз награду серебряного достоинства, выигранную в зачёте каноэ-двоек на тысяче метрах. На мировом первенстве 1985 года в бельгийском Мехелене с Ульрихом Папке взял бронзу в двойках на пятистах метрах, уступив лидерство экипажам из Венгрии и Польши.
За выдающиеся спортивные достижения награждён бронзовым орденом «За заслуги перед Отечеством» (1980). Завершив спортивную карьеру, работал учителем физической культуры, а после воссоединения Германии стал страховым агентом. Женат на немецкой пловчихе Сильвии Ринке, тоже участвовавшей в Олимпийских играх 1980 года в Москве, но не попавшей в число призёров.